# Xenohammus nebulosus
Xenohammus nebulosus là một loài bọ cánh cứng trong họ Cerambycidae.